# Ein Parallel-Universum
Ein Parallel-Universum (Originaltitel: Mirror, Mirror) ist die nach Ausstrahlungsreihenfolge 4. und nach Produktionsreihenfolge 10. Episode der zweiten Staffel der Science-Fiction-Fernsehserie Raumschiff Enterprise. Sie wurde in englischer Sprache erstmals am 6. Oktober 1967 bei NBC ausgestrahlt. In Deutschland war sie zum ersten Mal am 22. Februar 1988 in einer synchronisierten Fassung bei Sat.1 zu sehen, nachdem das ZDF sie bei der deutschen Erstausstrahlung der Serie in den Jahren 1972 bis 1974 übergangen hatte.

## Handlung
Im Jahr 2267 befindet sich die Enterprise im Orbit um den Heimatplaneten des pazifistischen Volks der Halkanier. Captain Kirk, Schiffsarzt McCoy, Chefingenieur Scott und Kommunikationsoffizierin Uhura führen auf der Oberfläche mit mäßigem Erfolg Verhandlungen über den Abbau von Dilithium-Kristallen. Beim Rücktransport aufs Schiff kommt es zu einem Unfall, da ein Ionen-Sturm durch das halkanische Sternensystem zieht. Statt auf ihre Enterprise gebeamt zu werden, finden sich die vier auf deren Gegenstück in einem Spiegeluniversum wieder. Im Transporterraum steht ihnen der erste Offizier Spock gegenüber, der hier plötzlich einen Bart trägt. Auch die Uniformen und das Verhalten der Mannschaft sind verändert. Die Schwierigkeiten beim Beamen führt Spock auf eine Nachlässigkeit des Transportertechnikers Kyle zurück und fügt ihm zur Bestrafung mit einem Agonie-Simulator schwere Schmerzen zu. Kirk kann durch die Unterredung zwischen Spock und Kyle sowie im direkten Gespräch mit Spock in Erfahrung bringen, dass sie wohl mit ihren Gegenstücken aus dem Spiegeluniversum die Plätze getauscht haben (was der hiesigen Besatzung aber nicht bewusst ist) und dass in diesem Universum anstelle der Föderation das „Terranische Imperium“ existiert. Die Enterprise hat hier ebenfalls den Auftrag, die Dilithum-Vorkommen des Planeten Halkan zu sichern. Hier jedoch sollen die Halkanier vernichtet werden, wenn sie sich weigern zu kooperieren. Kirk täuscht Unwohlsein vor, um zusammen mit McCoy, Scott und Uhura auf der Krankenstation weitere Informationen zu sammeln und das weitere Vorgehen zu beraten.
Sie wollen die Vernichtung der Halkanier verhindern und beschließen, auf Zeit zu spielen. Scott soll die Phaser lahmlegen und es wie einen Sturmschaden aussehen lassen. Uhura soll indes auf der Brücke die exakten Befehle des Oberkommandos einsehen. Dort trifft Uhura auf Chekov und Sulu. Sulu ist in diesem Universum nicht nur Steuermann der Enterprise, sondern auch Chef des Sicherheitsdienstes, der zugleich als Geheimpolizei fungiert. Sulu zeigt unverhohlenes Interesse an Uhura, sein Annäherungsversuch wird aber durch Kirks Erscheinen auf der Brücke unterbrochen. Scott wird unterdessen von einem Wachmann daran gehindert, an den Phasern zu arbeiten. Kirk müsste nun eigentlich das Feuer eröffnen, lässt aber noch einmal Tharn, den Ratsvorsitzenden der Halkanier, anfunken und gibt ihm eine letzte Gnadenfrist von zwölf Stunden. Dieses Vorgehen verwundert die Enterprise-Crew. Kirk wendet sich jetzt zum Turbolift, um in sein Quartier zu gehen. Chekov begleitet ihn, gibt aber zuvor ein heimliches Signal an einige Gefolgsleute, die Kirk abfangen, als die Turbolifttür sich wieder öffnet. Chekov will Kirk erschießen, um dadurch einen Rang aufzusteigen. Einer seiner Männer, Wilson, wendet sich jedoch gegen ihn, da er sich vom Captain eine großzügigere Beförderung erhofft als von Chekov versprochen. Kurz darauf treffen einige Kirk-treue Crewmitglieder unter Führung von Farrell ein und führen Chekov ab.
In seinem Quartier trifft sich Kirk mit Scott und McCoy. Mithilfe des Schiffscomputers finden sie heraus, dass die Umstände, die zu ihrem Transporterunfall geführt haben, auch künstlich erzeugt werden können. Eine Rückkehr in ihr eigenes Universum ist also möglich. Scott und McCoy wollen die nötigen Modifikationen am Transportersystem vornehmen. Allerdings würde Sulu das mitbekommen, er muss also abgelenkt werden.
Später hat Kirk in einem Gang eine Unterredung mit Spock. Sie kommen an einer Agonie-Kammer vorbei, in der Chekov gefoltert wird. Sein Attentatsversuch müsste eigentlich mit dem Tod bestraft werden, doch Kirk lässt ihn in seinem Quartier einsperren. Kirks ungewohnte Milde macht Spock zunehmend Sorgen, was der ihm auch ganz offen sagt. Spock hält Kirk für einen hervorragenden Offizier und möchte seinerseits gar nicht das Kommando der Enterprise übernehmen. Weitere seltsame Entscheidungen Kirks könnten ihn aber dazu zwingen.
Zurück in seinem Quartier findet Kirk dort Marlena Moureau vor, die in diesem Universum seine Frau ist. Nach einer kurzen Unterhaltung bekommt er einen Anruf von Spock, der ihn, entgegen den Vorschriften, über einen Befehl des Oberkommandos informiert. Kirk müsse am folgenden Morgen mit der Vernichtung der Halkanier beginnen, ansonsten müsse Spock ihn töten und das Kommando übernehmen. Moureau weist Kirk auf einen „Tantalus-Strahler“ hin, den sein Gegenpart aus diesem Universum einst in seinen Besitz gebracht hatte und der es ihm ermöglicht, seine Feinde heimlich zu überwachen und unerwartet zu töten. Als Moureau kurz den Raum verlässt, funkt Kirk Scott an und erfährt, dass für den Rücktransport in ihr Universum nur noch eine halbe Stunde bleibt. Moureau kehrt in Erwartung einer Liebesnacht zurück, doch als Kirk erklärt, dass er noch einmal fort muss, hält sie dies für das Ende ihrer Beziehung.
Kirk gibt Uhura ein Signal, dass Scott und McCoy die letzten Vorbereitungen treffen, und sie lenkt Sulu ab, indem sie vorgibt, eigentlich doch Interesse an ihm zu haben, ihn dann aber plötzlich wieder fortstößt. Kirk nimmt einige Einstellungen im Transporterraum vor, wird dort aber von Spock abgefangen, der ihm längst auf die Schliche gekommen ist. Er eskortiert Kirk zur Krankenstation, um ihn dort untersuchen zu lassen. Dort haben sich bereits McCoy, Scott und Uhura versammelt. Zu viert können sie Spock überwältigen, verletzen ihn dabei aber so sehr, dass McCoy ihn verarzten muss. Plötzlich betritt Sulu mit einem Sicherheitstrupp die Krankenstation und sieht seine Chance gekommen, durch Kirks und Spocks Tod selbst zum Captain aufzusteigen. Moureau indes hat Kirk die ganze Zeit mit dem „Tantalus-Strahler“ überwacht und weiß nun über seine wahre Identität Bescheid. Sie tötet Sulus Männer, er selbst kann von Kirk überwältigt werden und dieser kann mit Scott und Uhura zum Transporterraum fliehen. Dort werden sie von Moureau erwartet, die Kirk bittet, sie in sein Universum mitzunehmen. Er bedauert, dass das nicht geht, da die Modifikationen am Transporter nur für vier Personen vorgenommen wurden. Plötzlich fällt die Energie aus. Kurz darauf betritt Spock mit McCoy den Transporter. Durch eine Gedankenverschmelzung mit McCoy hat auch er von ihrer wahren Herkunft erfahren. Er besteht darauf, sie in ihr Universum zu beamen und dafür seinen Captain zurückzubekommen. Kirk willigt ein, drängt Spock aber noch dazu, das Kommando zu übernehmen und einen logischen Weg zu finden, die Halkanier zu verschonen. Zudem offenbart er ihm die Existenz des „Tantalus-Strahlers“, mit dem er seine Macht sichern könne und so in der Lage sei, diese Welt zu verbessern.
Kirk und seine Leute kehren wieder zurück in ihr Universum. Dort erfahren sie, dass ihre Gegenstücke hier sehr schnell enttarnt und in Arrest genommen werden konnten. Als Grund hierfür nennt Spock, dass es zivilisierten Menschen sehr viel leichter fiele, sich als Barbaren zu tarnen als umgekehrt. Daraufhin erhält Kirk einen Bericht von einer frisch auf die Enterprise versetzten jungen Offizierin namens Lieutenant Marlena Moureau. Auf seinen erstaunten Blick hin fragt Spock, ob er sie kenne. Kirk verneint und ergänzt, dass er ihr in diesem Universum noch nie begegnet sei.

## Verbindungen zu anderen Star-Trek-Produktionen
Die Szene am Ende der Folge, in der Kirk und Lieutenant Marlena Moureau sich auf der Brücke der Enterprise begegnen, wurde in der Folge Immer die Last mit den Tribbles von Star Trek: Deep Space Nine für das Zusammentreffen von Benjamin Sisko mit Kirk wiederverwendet.
Das Spiegeluniversum wurde in späteren Star-Trek-Produktionen mehrfach wieder aufgegriffen:
- In der Serie Star Trek: Deep Space Nine treffen die Protagonisten in fünf Folgen auf das Spiegeluniversum. Hier wird etabliert, dass in den etwa 100 Jahren, die seit der Handlungszeit von Raumschiff Enterprise vergangen sind, Spock zum Herrscher des Imperiums aufgestiegen ist und tiefgreifende Reformen durchführte, um es friedlicher zu machen. Dies führte aber zu einem Sturz des Imperiums durch eine Allianz aus Klingonen und Cardassianern und zur Versklavung der Menschheit.
- Die 2005 ausgestrahlte Doppelfolge Die dunkle Seite des Spiegels aus der 4. Staffel Star Trek: Enterprise spielt vollständig im Spiegeluniversum. Sie knüpft inhaltlich an die Raumschiff-Enterprise-Folge Das Spinnennetz an und klärt das Verschwinden des Raumschiffs Defiant auf, das durch eine Waffe der Tholianer ins Spiegeluniversum transferiert wurde.
- In der 2017 gestarteten Serie Star Trek: Discovery spielen sieben Folgen (1.09–1.13 und 3.09–3.10) im Spiegeluniversum. In Folge 5.05 (Spiegel) von 2024 ist zudem die ISS Enterprise zu sehen, die nach den Ereignissen aus Ein Parallel-Universum aus dem Spiegeluniversum ins normale Serien-Universum geflohen ist.
- In der animierten Serie Star Trek: Lower Decks gibt es in der 2021 ausgestrahlten Episode Ich, Excretus eine Holodeck-Simulation des Spiegeluniversums. Auch in weiteren Folgen gibt es kurze Anspielungen.
- In der 2022 ausgestrahlten 2. Staffel von Star Trek: Picard werden die Protagonisten von dem mächtigen Wesen Q in eine alternative Version des 25. Jahrhunderts versetzt, die dem Spiegeluniversum sehr ähnlich ist. Statt des Terranischen Imperiums herrscht hier die Konföderation, die ersterem in ihrer brutalen Eroberungspolitik jedoch in nichts nachsteht.
- In Folge 2.14 der animierten Serie Star Trek: Prodigy von 2024, die im Jahr 2384 spielt, kommt erneut das Spiegeluniversum vor, in dem das Terranische Imperium wiederauferstanden ist.

Das Konzept des Spiegel-Universums wurde auch in mehreren Star-Trek-Romanen verwendet. So 1993 von Diane Duane in Dunkler Spiegel sowie in einigen Büchern von William Shatner in seinem sogenannten „Shatnerverse“.

## Produktion

### Drehbuch
Der Originaltitel der Folge geht auf den Spruch „Spieglein, Spieglein an der Wand“ (englisch „Mirror, Mirror on the wall“) aus dem Märchen Schneewittchen der Brüder Grimm zurück.

### Kostüme
Die für diese Folge angefertigten Uniformen des terranischen Imperiums ähneln denen der Föderation, weisen aber einige markante Unterschiede auf: Das Abzeichen befindet sich hier auf der rechten statt auf der linken Brust. Offiziere tragen zudem Orden an der normalen Dienstkleidung und eine breite goldene Schärpe um den Bauch. Zusätzlich zum Phaser wird ein Dolch am Gürtel getragen. Frauenuniformen sind deutlich knapper und bauchfrei geschneidert.

## Adaptionen
James Blish schrieb eine Textfassung von Ein Parallel-Universum, die auf Englisch erstmals 1969 in der Geschichtensammlung Star Trek 3 erschien. Die deutsche Übersetzung erschien 1972.
Jenny Parks verarbeitete Ein Parallel-Universum als eine von mehreren Raumschiff-Enterprise-Episoden in ihrem 2017 erschienenen Buch Star Trek Cats, in dem die Hauptfiguren der Serie als Katzen dargestellt werden.

## Rezeption
Die Folge wurde 1968 für einen Hugo Award in der Kategorie Best Dramatic Presentation nominiert.
Einstufungen:
- Terry J. Erdmann und Paula M. Block listen Ein Parallel-Universum in ihrem 2008 erschienenen Referenzwerk Star Trek 101 als eine der zehn wichtigsten Folgen der Originalserie Raumschiff Enterprise auf.[4]
- James Rundle führte Ein Parallel-Universum 2010 auf SciFiNow in einer Auflistung der zehn besten Folgen von Raumschiff Enterprise auf Platz 6.[5]
- Zack Handlen nannte Ein Parallel-Universum 2012 als eine der zehn Folgen von Raumschiff Enterprise, die die Serie am besten repräsentieren.[6]
- Eoin O’Carroll führte Ein Parallel-Universum 2012 im Christian Science Monitor in einer Aufstellung der 10 besten Folgen von Raumschiff Enterprise auf Platz 5.[7]
- Scott Collura und Jesse Schedeen führten Ein Parallel-Universum 2013 auf ign.com in einer Liste der 25 besten bis dahin ausgestrahlten Star-Trek-Folgen auf Platz 3.[8]
- Charlie Jane Anders führte Ein Parallel-Universum 2014 auf gizmodo.com in einer Liste der 100 besten bis dahin ausgestrahlten Star-Trek-Folgen auf Platz 10.[9]
- Sven Harvey zählte Ein Parallel-Universum 2015 auf der Website Den of Geek als eine der 25 besten Folgen der beiden Serien Raumschiff Enterprise und Die Enterprise.[10]
- Tim Baker führte Ein Parallel-Universum 2016 in Newsweek in einer Auflistung der zehn besten Folgen von Raumschiff Enterprise auf Platz 8.[11]
- Ed Gross listete Ein Parallel-Universum 2016 auf empireonline.com in einer Aufstellung der 50 besten bis dahin ausgestrahlten Star-Trek-Folgen auf Platz 12.[12]
- David Morgan führte Ein Parallel-Universum 2016 auf cbsnews.com als eine der besten Folgen von Raumschiff Enterprise auf.[13]
- Aaron Couch und Graeme McMillan erstellten 2016 anlässlich des 50-jährigen Jubiläums von Star Trek in Zusammenarbeit mit verschiedenen Beteiligten aus dem Franchise für den Hollywood Reporter eine Liste der 100 besten bis dahin ausgestrahlten Folgen. Ein Parallel-Universum wurde hierbei auf Platz 8 gewählt.[14]
- Elena Holodny und Andy Kiersz führten Ein Parallel-Universum 2017 auf businessinsider.com in einer Aufstellung der 13 besten Folgen von Raumschiff Enterprise auf Platz 6.[15]
- Patrick Cooley führte Ein Parallel-Universum 2017 in einer Liste der 25 besten bis dahin ausgestrahlten Star-Trek-Folgen auf Platz 15.[16]
- Angelica Jade Bastién schrieb 2017 auf vulture.com eine Einführung für Neulinge ins Star-Trek-Franchise und nannte dabei Ein Parallel-Universum als eine der besten Folgen von Raumschiff Enterprise.[17]
- Silas Lesnick listete Ein Parallel-Universum 2018 in einer Aufstellung der 20 besten Folgen von Raumschiff Enterprise auf Platz 4.[18]
- Juliette Harrisson empfahl Ein Parallel-Universum 2018 auf der Website Den of Geek als eine der Folgen, die man gesehen haben sollte, wenn man die Grundlagen von Star Trek verstehen möchte.[19]
- Sean Ferrick erstellte 2020 für die Website whatculture.com eine Liste der 25 besten Star-Trek-Folgen. Ein Parallel-Universum führte er hier auf Platz 7.[20]
- Kristy Ambrose erstellte 2020 für screenrant.com auf der Grundlage von IMDb-Bewertungen eine Liste der zehn besten Raumschiff-Enterprise-Folgen. Ein Parallel-Universum landete dabei auf Platz 2.[21]
- Paul Rowe listete Ein Parallel-Universum 2020 auf popmasters.com in einer Aufstellung der 20 besten Folgen von Raumschiff Enterprise auf Platz 13.[22]
- Sam Stone führte Ein Parallel-Universum 2021 auf cbr.com als eine der zehn wichtigsten Folgen von Raumschiff Enterprise.[23]
- Christian Blauvelt listete Ein Parallel-Universum 2022 auf hollywood.com in einem Ranking aller 79 Raumschiff-Enterprise-Folgen auf Platz 3.[24]

## Parodien und Anspielungen
Es existieren zahlreiche Referenzierungen auf diese Folge in Film, Fernsehen und Musik. Besonders häufig wird dabei auf den charakteristischen Bart von Spocks Spiegeluniversums-Version Bezug genommen.
- In der 1983 ausgestrahlten Doppelfolge 2.01–2.02 (Goliath) der Serie Knight Rider trifft Michael Knight (David Hasselhoff) auf seinen bösen Zwillingsbruder Garthe Knight, der sich nur durch einen markanten Bart von ihm unterscheidet – eine offensichtliche Anspielung auf Spocks Bart in Ein Parallel-Universum.
- Der Name der 1992 gegründeten US-amerikanischen Progressive-Rock-Band Spock’s Beard geht auf diese Folge zurück.
- Die Handlung von Folge 4.05 (In einer fremden Welt) der Fantasyserie Hercules aus dem Jahr 1997 basiert auf Ein Parallel-Universum, enthält aber auch Elemente von Auf Messers Schneide.
- In der 1998 ausgestrahlten Folge 2.15 (Böser, böser Fisch) der Zeichentrickserie South Park tauchen Versionen der Protagonisten Eric Cartman, Kyle Broflovski und Stan Marsh aus einem Parallel-Universum auf. Diese Doppelgänger tragen alle Bärte.
- In der Zeichentrickserie Futurama taucht in mehreren Folgen und Filmen ein Zwilling des Roboters Bender namens Flexo auf, der sich von ihm nur durch einen metallenen Ziegenbart unterscheidet. Hier ist allerdings Bender der böse und Flexo der gute Zwilling.
- In den Science-Fiction-Serien Stargate – Kommando SG-1 und Stargate Atlantis gab es zwischen 2005 und 2007 in mehreren Folgen Anspielungen auf Doppelgänger aus Paralleluniversen, die Bärte tragen.
- In dem 2008 veröffentlichten Fan-Film Star Trek: Of Gods And Men wird durch eine Zeitreise eine alternative Realität erschaffen, in der statt der Föderation eine militaristische Organisation namens „Galaktische Ordnung“ existiert, die dem terranischen Imperium ähnelt.
- Die Handlung der 2013 entstandenen Porno-Parodie This Ain't Star Trek 3 XXX: This Is a Parody nimmt Anleihen an Ein Parallel-Universum. Auch hier sorgt ein Ionen-Sturm dafür, dass Kirk in ein alternatives Universum gebeamt wird.
- In der 2019 ausgestrahlten Episode 2.17 (Spieglein, Spieglein, englisch Mirror, Mirror) von Rapunzel – Die Serie tauschen Rapunzel und ihre Freunde durch einen Blick in einen magischen Spiegel die Plätze mit ihren bösen Doppelgängern. Die Folge verbindet Elemente aus Schneewittchen und Ein Parallel-Universum.